# Дигидроксид-оксид циркония
Дигидроксид-оксид циркония (метациркониевая кислота, β-циркониевая кислота) — неорганическое соединение, оксогидроксид циркония с формулой ZrO(OH)2, белое аморфное вещество, не растворимое в воде.

## Получение
- Действие раствора щелочи на растворимую оксосоль циркония:

{\displaystyle {\mathsf {ZrOCl_{2}+2NaOH\ {\xrightarrow {}}\ ZrO(OH)_{2}\downarrow +2NaCl}}}
- Действие раствора щелочи на растворимую соль циркония(IV):

{\displaystyle {\mathsf {ZrCl_{4}+4NaOH\ {\xrightarrow {}}\ ZrO(OH)_{2}\downarrow +4NaCl+H_{2}O}}}

## Физические свойства
Дигидроксид-оксид циркония — белое аморфное вещество.
Из раствора выпадает в виде гидрата ZrO2•n H2O.
Свежеосаждённое вещество химически активнее «старого» осадка.
Плохо растворим в воде, р ПР = 30,98.
Растворяется в этаноле.

## Химические свойства
- Разлагается при нагревании:

{\displaystyle {\mathsf {ZrO(OH)_{2}\ {\xrightarrow {300-600^{o}C}}\ ZrO_{2}+H_{2}O}}}
- Реагирует с разбавленными кислотами:

{\displaystyle {\mathsf {ZrO(OH)_{2}+2HCl\ {\xrightarrow {}}\ ZrOCl_{2}+2H_{2}O}}}
- Реагирует с концентрированными кислотами:

{\displaystyle {\mathsf {ZrO(OH)_{2}+2H_{2}SO_{4}\ {\xrightarrow {}}\ Zr(SO_{4})_{2}\downarrow +3H_{2}O}}}
- Реагирует с щелочами:

{\displaystyle {\mathsf {ZrO(OH)_{2}+NaOH+4H_{2}O\ \rightleftarrows \ Na[Zr(H_{2}O)_{3}(OH)_{5}]}}}
{\displaystyle {\mathsf {ZrO(OH)_{2}+2NaOH+H_{2}O\ \rightleftarrows \ Na_{2}[Zr(OH)_{6}]}}}